# Potëmkin (nave da battaglia)
La corazzata Potëmkin-Tavričeskij (in russo Князь Потёмкин-Таврический?, Knjaz' Potëmkin-Tavričeskij, letteralmente "Principe Potëmkin di Tauride") fu l'unica nave da battaglia della classe pluricalibro Potëmkin, concepita per le attività militari della Marina militare dell'impero russo nel Mar Nero. Deve il suo nome a Grigorij Aleksandrovič Potëmkin, principe di Tauride, che sotto il regno di Caterina la Grande creò la flotta del Mar Nero.

## La storia
La nave venne costruita nel cantiere navale di Nikolaev dove lo scafo fu impostato nel settembre del 1898. Dopo il varo avvenuto il 26 agosto 1900, la nave venne trasportata a Sebastopoli per il completo allestimento. Le continue modifiche al progetto durante la costruzione, il fatto che la maggior parte del materiale dovette essere spedita da San Pietroburgo e un incendio scoppiato nei locali macchine nel 1902, determinarono il ritardo nella messa in servizio della nave.
Dopo le prove in mare, iniziate nel 1903, la nave entrò in servizio nel 1904 e divenne pienamente operativa solo nella primavera del 1905, assegnata nella flotta del Mar Nero presso la base navale di Odessa, entrando praticamente in servizio poco prima della fine della guerra russo-giapponese, alla quale la Flotta del Mar Nero non partecipò direttamente. Gli esiti del conflitto e in particolare il disastro nella battaglia di Tsushima ebbero una vasta risonanza creando dei malcontenti negli equipaggi della Marina imperiale russa.

### L'ammutinamento
Il 27 giugno 1905, mentre era alla fonda nell'isola di Tendra, in attesa di essere raggiunta dal resto della flotta per prendere parte a un'esercitazione, il suo equipaggio si ammutinò in seguito al tentativo da parte del primo ufficiale Ippolit Giliarovskij di obbligare l'equipaggio a mangiare carne infestata dai vermi. Durante i disordini, gli ammutinati uccisero sette dei diciotto ufficiali, compreso Giliarovskij e il capitano Evgenij Golikov, e gli ufficiali superstiti vennero messi agli arresti, mentre tra gli insorti, il marinaio Grigorij Vakulenčuk a capo dell'ammutinamento, venne ferito mortalmente. I marinai della nave organizzarono a bordo una commissione, nominando loro portavoce il marinaio Afanasij Matjušenko.
L'equipaggio della silurante di scorta N. 267, che aveva portato la carne a bordo della nave alla fonda, seguì l'esempio dei marinai della corazzata. La nave ritornò a Odessa issando la bandiera rossa e appoggiando i disordini che nel frattempo erano scoppiati in città e che si acuirono durante i funerali di Vakulenčuk. Durante questi disordini due colpi imprecisi, partiti dai cannoni da 152 mm della corazzata vennero indirizzati verso il palazzo dove erano riunite le autorità locali zariste.
L'ammiragliato russo inviò allora due squadre di navi da battaglia col compito di riprendere la nave o di affondarla e quando la corazzata Potëmkin, lasciata la base di Odessa puntò sul gruppo da battaglia e lo scontro sembrò inevitabile, i marinai delle navi zariste rifiutarono di fare fuoco, solidarizzando con gli ammutinati e consentendo loro di passare indisturbati attraverso la flotta per dirigersi in mare aperto e scappare. Un'altra corazzata, la Georgij Pobiedonosec, si unì ai ribelli e le due corazzate insieme alla silurante puntarono verso Sebastopoli; tuttavia, sulla corazzata Georgij Pobiedonosec le forze lealiste ebbero il sopravvento e la nave abbandonò gli ammutinati.
La Potëmkin dopo aver peregrinato a lungo nel Mar Nero, si diresse verso la Romania giungendo nel porto di Costanza ma le autorità negarono il permesso di attracco, sparando anche su un gruppo da sbarco della nave. Tra i membri dell'equipaggio che si erano recati a terra, molti trovarono rifugio clandestinamente. Tra coloro che furono rimpatriati, una parte fu condannata a varie pene detentive, mentre taluni capi della rivolta finirono davanti alla corte marziale e fucilati.
Tra i rivoltosi rifugiati in Romania, mischiandosi con la popolazione locale, c'era anche il portavoce dei rivoltosi, Afanasij Matjušenko, il quale nel giugno 1907 si trasferì in Ucraina per svolgere attività anarco-comunista nella città di Odessa (allora appartenente alla Russia zarista). Il 30 luglio dello stesso anno fu arrestato a Nikolaev, processato da un tribunale militare, condannato a morte e impiccato a Sebastopoli il 20 ottobre.

### Panteleimon
Alla fine, la nave fu restituita alla Russia e dopo il ritorno a Sebastopoli il 9 agosto 1905, per cancellare il ricordo della rivolta fu ribattezzata Panteleimon, nome scelto per ricordare la data del ritorno in Russia che, secondo il calendario russo era il 27 luglio, giorno di San Pantaleone. La nave fu sottoposta a lavori di rifacimento nel 1910, nel 1915 e nel 1916. Nel corso del primo conflitto mondiale fu impiegata nel Mar Nero contro la flotta turca.

### Boreč za Svobodu
In seguito alla Rivoluzione di febbraio, il 13 aprile 1917 riprese il nome originale Potëmkin, ma il successivo 11 maggio, il nome venne ancora cambiato in Boreč za Svobodu (cirillico: Борец за свободу) che in russo significa Combattente per la libertà. Dopo la Rivoluzione d'ottobre il 29 dicembre 1917 venne incorporata nella Flotta Rossa degli operai e dei contadini (Russo: Рабоче-Крестьянский Красный флот, Raboče-Krest'janskij Krasnyj Flot o RKKF) e il 1º maggio 1918 venne catturata a Sebastopoli dagli occupanti tedeschi.
Dopo la sconfitta degli Imperi Centrali il 24 novembre dello stesso anno, catturata dalle truppe anglo-francesi tra il 22-24 aprile 1919, fu resa inutilizzabile dall'equipaggio dell'incrociatore inglese Calypso, che ne danneggiò irreparabilmente le macchine, per evitare che cadesse in mano dell'Armata Rossa, che avrebbe conquistato la città il 29 aprile. Durante la guerra civile russa, in seguito all'occupazione di Sebastopoli il 24 giugno cadde nelle mani dell'Armata Bianca e il 15 novembre 1920, quando i bolscevichi ripresero Sebastopoli, trovarono la nave all'ormeggio, danneggiata irreparabilmente e ne ordinarono la demolizione, eseguita tra il 1922 e il 1924, mentre fu radiata il 21 novembre 1925.

## L'ammutinamento e la propaganda
L'episodio dell'ammutinamento è stato il soggetto di un famoso film di Sergej Michajlovič Ėjzenštejn, dal titolo La corazzata Potëmkin. Nonostante il fatto che per la maggior parte della sua attività la nave avesse prestato servizio con il nome di Panteleimon, essa sarebbe stata per sempre ricordata con il suo nome originale, consacrato dall'iconografia sovietica e dall'intensa propaganda cinematografica.

## Riferimenti nella cultura di massa
Oltre alla pellicola di Ėjzenštejn, all'episodio dell'ammutinamento è ispirato anche il brano musicale Potëmkin, scritto da Juri Camisasca e cantato da Milva.